# Zoysia sinica
Zoysia sinica är en gräsart som beskrevs av Henry Fletcher Hance. Zoysia sinica ingår i släktet Zoysia och familjen gräs. Inga underarter finns listade i Catalogue of Life.